# Medida de Banach
En la disciplina matemática de la teoría de la medida, una medida de Banach es una forma determinada de asignar un tamaño (o área) a todos los subconjuntos del plano euclidiano, consistente con la medida de Lebesgue comúnmente utilizada, pero extendiéndola. Si bien hay ciertos subconjuntos del plano que no son medibles según Lebesgue, todos los subconjuntos del plano tienen una medida de Banach. Por otro lado, la medida de Lebesgue es contablemente aditiva, mientras que una medida de Banach es sólo finitamente aditiva (y por lo tanto se la conoce como "contenido").
Stefan Banach demostró la existencia de las medidas de Banach en 1923. Esto estableció en particular que las descomposiciones paradójicas proporcionadas por la paradoja de Banach-Tarski en el espacio euclidiano R 3 no pueden existir en el plano euclidiano R2.

## Definición
Una medida de Banach  sobre R n es una función {\displaystyle \mu :{\mathcal {P}}(\mathbb {R} ^{n})\to [0,\infty ]} (asignando un número real extendido no negativo a cada subconjunto de Rn) tal que
- μ is finitely additive, i.e. {\displaystyle \mu (A\cup B)=\mu (A)+\mu (B)} for any two disjoint sets {\displaystyle A,B\subseteq \mathbb {R} ^{n}};
- μ extends the Lebesgue measure λ, i.e. {\displaystyle \mu (A)=\lambda (A)} for every Lebesgue-measurable set {\displaystyle A\subseteq \mathbb {R} ^{n}};
- μ is invariant under isometries of Rn , i.e. {\displaystyle \mu (A)=\mu (f(A))} for every {\displaystyle A\subseteq \mathbb {R} ^{n}} and every isometry {\displaystyle f:\mathbb {R} ^{n}\to \mathbb {R} ^{n}}.

## Propiedades
La aditividad finita de μ implica que {\displaystyle \mu (\varnothing )=0} y {\displaystyle \mu (A_{1}\cup \cdots \cup A_{k})=\sum _{i=1}^{k}\mu (A_{i})} para cualquier conjunto disjunto por pares {\displaystyle A_{1},\ldots ,A_{k}\subseteq \mathbb {R} ^{n}} . También tenemos {\displaystyle \mu (A)\leq \mu (B)} cuando sea {\displaystyle A\subseteq B\subseteq \mathbb {R} ^{n}}.
Dado que μ extiende la medida de Lebesgue, sabemos que {\displaystyle \mu (A)=0} siempre que A sea un conjunto finito o contable y que {\displaystyle \mu ([a_{1},b_{1}]\times \cdots \times [a_{n},b_{n}])=(b_{1}-a_{1})\cdots (b_{n}-a_{n})} para cualquier producto de intervalos {\displaystyle [a_{1},b_{1}]\times \cdots \times [a_{1},b_{1}]\subseteq \mathbb {R} ^{n}}.
Dado que μ es invariante en isometrías, es en particular invariante en rotaciones y traslaciones.

## Resultados
Stefan Banach demostró que existen medidas de Banach en R1 y R2. Estos resultados pueden derivarse del hecho de que los grupos de isometrías de R1 y de R2 son solubles.
La existencia de estas medidas demuestra la imposibilidad de una paradoja de Banach-Tarski en una o dos dimensiones: no es posible descomponer un conjunto unidimensional o bidimensional de medidas finitas de Lebesgue en un número finito de conjuntos que puedan reensamblarse en un conjunto con una medida de Lebesgue diferente, porque esto violaría las propiedades de la medida de Banach que extiende la medida de Lebesgue.
Por el contrario, la existencia de la paradoja de Banach-Tarski en todas las dimensiones n ≥ 3 muestra que no puede existir ninguna medida de Banach en estas dimensiones.
Como muestra la paradoja de Vitali, las medidas de Banach no pueden fortalecerse para ser contablemente aditivas: existen subconjuntos de R n que no son medibles según Lebesgue, para todo n ≥ 1.
La mayoría de estos resultados dependen de alguna forma del axioma de elección. Utilizando sólo los axiomas de la teoría de conjuntos de Zermelo-Fraenkel sin el axioma de elección, no es posible derivar la paradoja de Banach-Tarski, ni es posible probar la existencia de conjuntos que no son mensurables según Lebesgue (esta última afirmación depende de (una suposición bastante débil y ampliamente aceptada, a saber, que la existencia de cardenales inaccesibles es consistente). La existencia de medidas de Banach en R1 y en R2 tampoco puede probarse en ausencia del axioma de elección. En particular, no se puede dar ninguna fórmula concreta para estas medidas de Banach.